# 1304 Arosa
1304 Arosa este o planetă minoră (asteroid), cu un diametru de 43,613 km, din centura de asteroizi. A fost descoperită pe 21 mai 1928 la Observatorul Königstuhl de Karl Wilhelm Reinmuth și a fost numită după Arosa. 
Obiectul prezintă o orbită caracterizată de o semiaxă mare de 3,1959803 UAi, o excentricitate de 0,116156, o înclinație de 18,99413 ° în raport cu ecliptica.